# Serra de Montdeví
La serra de Montdeví és una serra situada al municipi d'Os de Balaguer a la comarca del Noguera, amb una elevació màxima de 1014 metres.